# Prasinocyma neavei
Prasinocyma neavei là một loài bướm đêm trong họ Geometridae.